# Yuccamotten
Yuccamotten (Prodoxidae) is een familie van vlinders.

## Geslachten
(Indicatie van aantallen soorten per geslacht tussen haakjes)
- Agavenema  (2)
- Charitopsycha  (1)
- Greya  (4)
- Mesepiola  (1)
- Parategeticula  (1)
- Prodoxoides  (1)
- Prodoxus  (14)
- Setella  (1)
- Sindonophora  (1)
- Tegeticula Zeller, 1873 (5)
- Tridentaforma  (1)